# Frédéric Thiesse
Frédéric Georges Thiesse (* 7. Mai 1970 in Oullins/Rhône, Frankreich) ist ein deutsch-französischer Professor für Wirtschaftsinformatik an der Julius-Maximilians-Universität Würzburg. Er ist Autor zahlreicher Artikel in Fach- und Transferzeitschriften und wurde für seine wissenschaftlichen Arbeiten mehrfach ausgezeichnet.

## Leben
Nach dem Abschluss des Studiums der Wirtschaftsinformatik an der Universität Mannheim war Frédéric Thiesse bis 2000 wissenschaftlicher Mitarbeiter am Lehrstuhl von  Hubert Österle, Institut für Wirtschaftsinformatik der Universität St. Gallen. Die Promotion erfolgte 2001 im Fach Betriebswirtschaftslehre, insbesondere Informationsmanagement mit höchster Auszeichnung.
Von 2000 bis 2003 leitete er die Software- und Methodenentwicklung der Intellion AG, eines Schweizer IoT-Startups. Von 2003 bis 2009 war er zunächst als Nachwuchsdozent, später als Assistenzprofessor am Lehrstuhl von Elgar Fleisch, Institut für Technologiemanagement der Universität St. Gallen tätig.
Seit 2010 ist Frédéric Thiesse Inhaber des Lehrstuhls für Wirtschaftsinformatik und Systementwicklung an der Universität Würzburg.

## Forschungsschwerpunkte
- Digitalisierung in Produktion, Logistik und Handel
- Analytische Methoden und Systeme
- Geschäftsmodellinnovation durch IT
- Emerging Technologies (KI/ML, IoT, 3D-Druck, Blockchain)[1]

## Publikationen (Auswahl)
- Friesike, S., Flath, C., Wirth, M., Thiesse, F. (2019): Creativity and productivity in product design for additive manufacturing: Mechanisms and platform outcomes of remixing
- Sodenkamp, M., Wenig, J., Thiesse, F., Staake, T. (2019): Who Can Drive Electric? Segmentation of Car Drivers Based on GPS Travel Data
- Wortmann, F., Thiesse, F., Fleisch, E. (2019): The Impact of Goal-Congruent Feature Additions on Core IS Feature Use: When More Is Less and Less Is More
- Flath, C., Friesike, S., Wirth, M., Thiesse, F. (2017): Copy, transform, combine: exploring the remix as a form of innovation
- Paefgen, J., Staake, T., Thiesse, F. (2013): Evaluation and aggregation of pay-as-you-drive insurance rate factors: A classification analysis approach
- Loock, C., Staake, T., Thiesse, F. (2013): Motivating Energy-Efficient Behavior with Green IS: An Investigation of Goal Setting and the Role of Defaults
- Staake, T., Thiesse, F., Fleisch, E. (2012): Business Strategies in the Counterfeit Market
- Condea, C., Thiesse, F., Fleisch, E. (2012): RFID-Enabled Shelf Replenishment with Backroom Monitoring in Retail Stores
- Thiesse, F., Al-Kassab, J., Fleisch, E. (2009): Understanding the Value of Integrated RFID Systems: A Case Study from Apparel Retail.
- Thiesse, F. (2007): RFID, Privacy and the Perception of Risk: A Strategic Framework